# Rheobates
Genre
Rheobates est un genre d'amphibiens de la famille des Aromobatidae.

## Répartition
Les deux espèces de ce genre sont endémiques de Colombie.

## Liste des espèces
Selon Amphibian Species of the World (17 septembre 2014) :
- Rheobates palmatus (Werner, 1899)
- Rheobates pseudopalmatus (Rivero & Serna, 2000)

## Publication originale
- Grant, Frost, Caldwell, Gagliardo, Haddad, Kok, Means, Noonan, Schargel & Wheeler, 2006 : Phylogenetic systematics of dart-poison frogs and their relatives (Amphibia: Athesphatanura: Dendrobatidae). Bulletin of the American Museum of Natural History, no 299, p. 1-262 (texte intégral).